# ماي سو

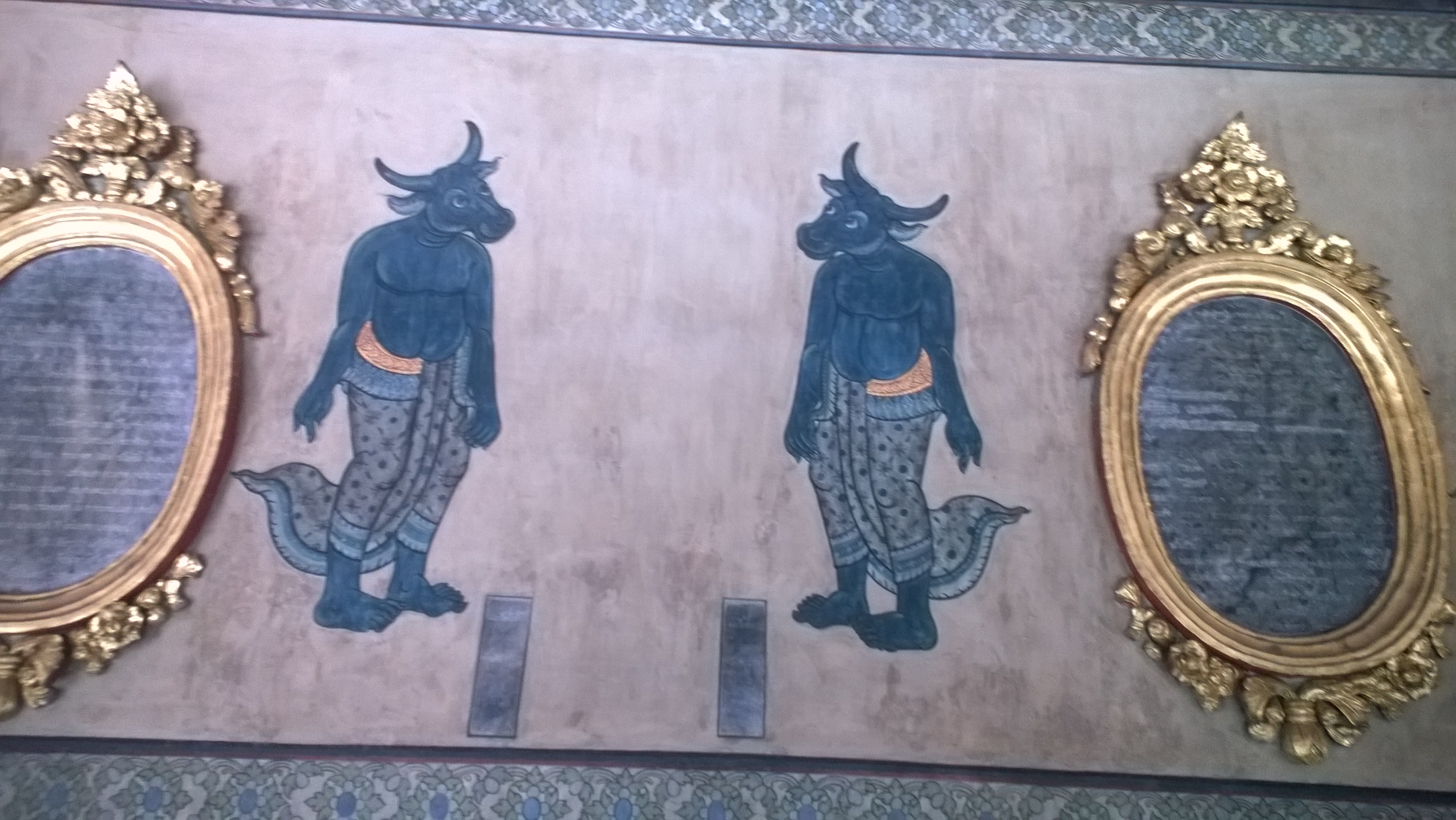
سيدة ياكبريسوت (الياك النقي) - جلد وردي ورأس جاموس.

ماي سو (بالتايلندية: แม่ ซื้อ)‏، هي إلهة حامية وشبح أنثى للرضع، وهي واحدة من الأرواح الوصية الخيرية في الثقافة التايلاندية. تعتبر هذه الأرواح الأنثوية لحماية كل ما يتعلق بأسمائهم. "ماي سو" تعني حرفياً "أم الشراء"؛ عندما يولد طفل، يُعتقد أن ماي سو تأتي وتشتري الطفل من أجل إبقائه بعيدًا عن متناول الأرواح الشريرة. من ناحية أخرى، يُعتقد أيضًا أن ماي سو هي سبب المرض عند الأطفال.